# Nolay (Nièvre)
Pour les articles homonymes, voir Nolay.
Nolay est une commune française, située dans le département de la Nièvre en région Bourgogne-Franche-Comté. Ses habitants sont appelés les Nolaysiens et les  Nolaysiennes.

## Géographie
Nolay est situé à 24 km au nord-est de Nevers, son chef-lieu d’arrondissement. Les agglomérations les plus proches sont Prémery (7 km), Lurcy-le-Bourg (8 km), Balleray (8 km) et Saint-Benin-des-Bois (10 km). Les routes départementales D 107 et D 148 s’y croisent.
Les communes limitrophes sont : Poiseux, Sichamps, Prémery, Lurcy-le-Bourg, Saint-Sulpice, Ourouër et Balleray.
Le point le plus haut de la commune culmine à 438 mètres d'altitude. Le point le plus bas est à 209 mètres. Situé à 245 mètres d'altitude, la rivière la Renevre est le principal cours d'eau qui traverse la commune de Nolay et se jette dans la Nièvre.
Le sous-sol est essentiellement composé de roches calcaires, marnes et gypses.

### Lieux-dits, écarts
La commune regroupe une vingtaine de hameaux et de domaines isolés : l’Abbaye, les Audins, les Bourgareaux, les Brosses, Chauprix, les Gobets, Martangy, le Moulin-Bilourd, le Moulin-de-Rigny, Orbec, Parele, Poisson, les Pierrots, Pruneveaux, Rebarbe, Rigny, les Soucis et la Verrerie.

### Climat
Pour des articles plus généraux, voir Climat de la Bourgogne-Franche-Comté et Climat de la Nièvre.
En 2010, le climat de la commune est de type climat océanique dégradé des plaines du Centre et du Nord, selon une étude du Centre national de la recherche scientifique s'appuyant sur une série de données couvrant la période 1971-2000. En 2020, Météo-France publie une typologie des climats de la France métropolitaine dans laquelle la commune est exposée à un climat océanique altéré et est dans la région climatique  Centre et contreforts nord du Massif Central, caractérisée par un air sec en été et un bon ensoleillement. 
Pour la période 1971-2000, la température annuelle moyenne est de 10,9 °C, avec une amplitude thermique annuelle de 15,8 °C. Le cumul annuel moyen de précipitations est de 935 mm, avec 12,5 jours de précipitations en janvier et 8,3 jours en juillet. Pour la période 1991-2020, la température moyenne annuelle observée sur la station météorologique de Météo-France la plus proche, « Ourouer », sur la commune de Vaux d'Amognes à 7 km à vol d'oiseau, est de 11,3 °C et le cumul annuel moyen de précipitations est de 889,3 mm. 
La température maximale relevée sur cette station est de 41,5 °C, atteinte le 7 août 2003 ; la température minimale est de −13,5 °C, atteinte le 1er mars 2005,,. 
Les paramètres climatiques de la commune ont été estimés pour le milieu du siècle (2041-2070) selon différents scénarios d'émission de gaz à effet de serre à partir des nouvelles projections climatiques de référence DRIAS-2020. Ils sont consultables sur un site dédié publié par Météo-France en novembre 2022.

## Urbanisme

### Typologie
Au 1er janvier 2024, Nolay est catégorisée commune rurale à habitat très dispersé, selon la nouvelle grille communale de densité à sept niveaux définie par l'Insee en 2022.
Elle est située hors unité urbaine. Par ailleurs la commune fait partie de l'aire d'attraction de Nevers, dont elle est une commune de la couronne,. Cette aire, qui regroupe 93 communes, est catégorisée dans les aires de 50 000 à moins de 200 000 habitants,.

### Occupation des sols
L'occupation des sols de la commune, telle qu'elle ressort de la base de données européenne d’occupation biophysique des sols Corine Land Cover (CLC), est marquée par l'importance des forêts et milieux semi-naturels (59,3 % en 2018), une proportion identique à celle de 1990 (59,3 %). La répartition détaillée en 2018 est la suivante : forêts (58,4 %), prairies (31,2 %), terres arables (8,8 %), milieux à végétation arbustive et/ou herbacée (1 %), zones agricoles hétérogènes (0,6 %). L'évolution de l’occupation des sols de la commune et de ses infrastructures peut être observée sur les différentes représentations cartographiques du territoire : la carte de Cassini (XVIIIe siècle), la carte d'état-major (1820-1866) et les cartes ou photos aériennes de l'IGN pour la période actuelle (1950 à aujourd'hui).

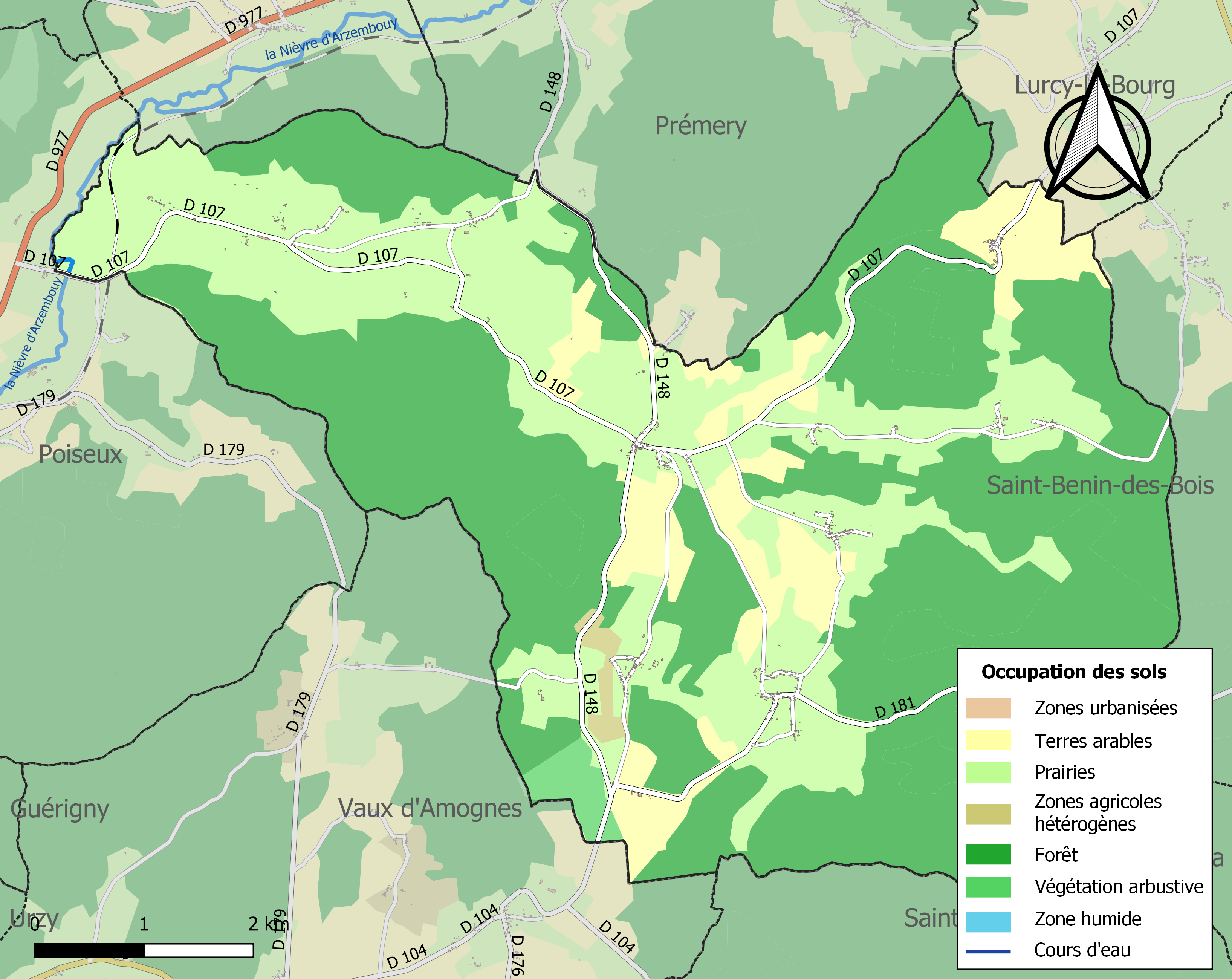
Carte des infrastructures et de l'occupation des sols de la commune en 2018 (CLC).

## Toponymie
On relève les formes suivantes du nom de la commune : Nunlayum (1287), Noulay (1437), Nolayum (1478) et Naulay (1678).
Le nom de Nolay proviendrait du nom d’homme latin Novellus, auquel se serait ajouté le suffixe acum.
Il existe deux autres communes répondant au même nom : Nolay, commune française de la Côte-d'Or et Nolay (Espagne), commune espagnole de la province de Soria.

## Histoire
La première mention connue du nom de la commune date de 1287 : Nunlayum (registre de l’évêché de Nevers).
En 1906, le nombre d'habitants de Nolay, qui compte 366 maisons, s'élève à 971 individus. La commune compte deux instituteurs et deux institutrices, un curé, un marguillier, un garde champêtre, un garde forestier, trois gardes particuliers et six cantonniers. Il y a plusieurs commerçants : 6 épiciers (dont 5 épicières), 2 boulangers et 1 mitron, 2 aubergistes, 1 cabaretier, 1 marchande, 1 commerçant et 2 marchands de moutons. Les artisans sont nombreux et divers : 12 maçons, 7 sabotiers, 3 maréchaux-ferrants, 3 menuisiers, 2 scieurs de long, 2 meuniers, 2 tailleurs de pierre, 2 vanniers, 1 tonnelier, 1 couvreur, 1 charbonnier, 1 cordonnier, 1 tailleur, 1 charron, 1 bourrelier, 1 vigneron, 1 charretier, 1 huilier et 1 distillateur. La profession la plus représentée est celle de bûcheron (97 individus), suivie par les domestiques (84), les cultivateurs (80), les ouvriers d'usine (31), les maçons (12), les sabotiers (7), les fermiers (24) et les journaliers (5). Les 31 ouvriers résidant dans la commune sont pour la plupart employés par l’entreprise Lambiotte à Prémery. On recense également 1 brigadier poseur employé par la compagnie des chemins de fer (PLM) et 1 clerc. Enfin, on note la présence de 9 rentiers, 7 soldats et 1 étudiant. Au total, on relève à Nolay 42 professions différentes. On n’y trouve, selon le recensement de 1906, ni médecin ni sage-femme. Il n’y a aucun étranger dans la commune. Comme dans bon nombre de villages de la Nièvre, plusieurs familles accueillent un enfant de l’Assistance publique : ils sont 71 à Nolay, « élèves de la Seine », « élèves de l’hospice », nourrissons ou jeunes domestiques né à Paris.
En 1932, un syndicat de bûcherons est créé dans la commune par Marcel Miens,,.
À l'été 1944, le Maquis Roland installe son état-major dans la commune à Courtois, lieu-dit de Chauprix, et Prunevaux, hameaux de Nolay, et Arriault, hameau de Balleray.
Jusqu'en 1970, une procession dédiée à sainte Solange avait lieu le lundi de Pentecôte ; les reliques étaient portées par les jeunes filles de la commune : « Sainte Solange donne époux dans l'année à celle qui vient la prier ».

### Curé
- Jean Paillard (1690)[25].

### Seigneur
- Le Roy-de-Prunevaux (1790)[26].

## Politique et administration
| Période                                  | Période | Identité         | Étiquette | Qualité                                                                                    |
| ---------------------------------------- | ------- | ---------------- | --------- | ------------------------------------------------------------------------------------------ |
| 1919                                     | 1940    | Achille Naudin   | Rad. ind. | Avocat et agriculteur Sénateur (1933-1940), Président du Conseil départemental (1943-1944) |
| 1947                                     | 1953    | Louis Machecourt | PCF       | Agriculteur                                                                                |
| mars 1977                                | 2014    | Jean Mathieu     | SE        | Instituteur/retraité                                                                       |
| 2014                                     | 2020    | Michel Martin    | SE        | Retraité                                                                                   |
| 2020                                     | 2026    | Josette Fleuriet | SE        | Employée/retraitée                                                                         |
| Les données manquantes sont à compléter. |         |                  |           |                                                                                            |

## Démographie
L'évolution du nombre d'habitants est connue à travers les recensements de la population effectués dans la commune depuis 1793. Pour les communes de moins de 10 000 habitants, une enquête de recensement portant sur toute la population est réalisée tous les cinq ans, les populations de référence des années intermédiaires étant quant à elles estimées par interpolation ou extrapolation. Pour la commune, le premier recensement exhaustif entrant dans le cadre du nouveau dispositif a été réalisé en 2008.

En 2022, la commune comptait 346 habitants, en évolution de −4,16 % par rapport à 2016 (Nièvre : −3,28 %, France hors Mayotte : +2,11 %).
| 1793  | 1800  | 1806  | 1821  | 1831  | 1836  | 1841  | 1846  | 1851  |
| ----- | ----- | ----- | ----- | ----- | ----- | ----- | ----- | ----- |
| 1 300 | 1 337 | 1 415 | 1 576 | 1 666 | 1 727 | 1 763 | 1 756 | 1 705 |

| 1856  | 1861  | 1866  | 1872  | 1876  | 1881  | 1886  | 1891  | 1896  |
| ----- | ----- | ----- | ----- | ----- | ----- | ----- | ----- | ----- |
| 1 763 | 1 795 | 1 630 | 1 487 | 1 469 | 1 418 | 1 260 | 1 245 | 1 199 |

| 1901  | 1906  | 1911 | 1921 | 1926 | 1931 | 1936 | 1946 | 1954 |
| ----- | ----- | ---- | ---- | ---- | ---- | ---- | ---- | ---- |
| 1 033 | 1 046 | 943  | 774  | 793  | 682  | 573  | 553  | 547  |

| 1962 | 1968 | 1975 | 1982 | 1990 | 1999 | 2006 | 2008 | 2013 |
| ---- | ---- | ---- | ---- | ---- | ---- | ---- | ---- | ---- |
| 515  | 510  | 507  | 326  | 339  | 335  | 357  | 363  | 365  |

| 2018 | 2022 | - | - | - | - | - | - | - |
| ---- | ---- | - | - | - | - | - | - | - |
| 352  | 346  | - | - | - | - | - | - | - |

## Culture locale et patrimoine

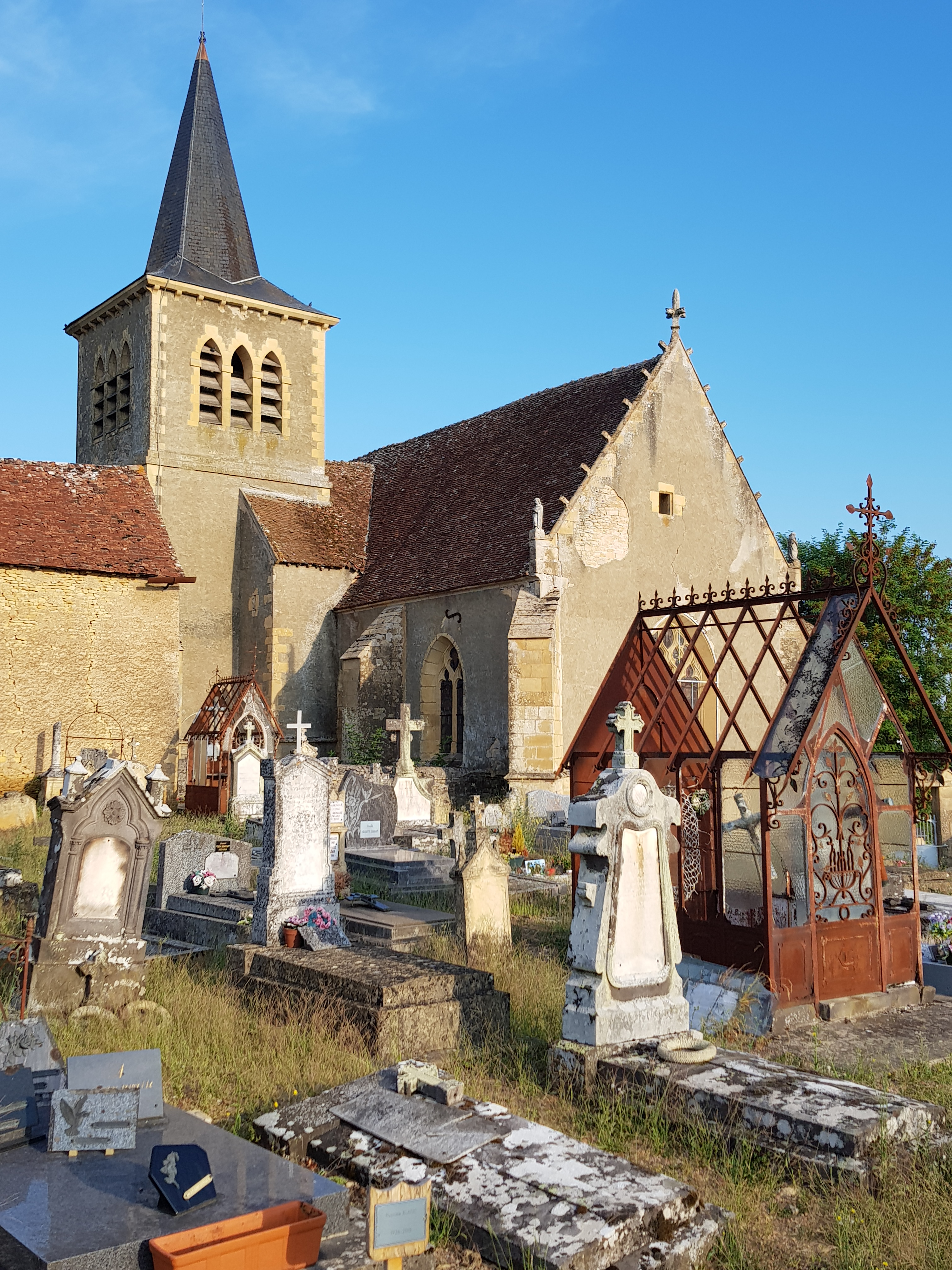
L'église, vue du cimetière.

### Lieux et monuments
- Château de Prunevaux bâti en 1668, dans un parc dessiné par Le Nôtre ;
- Stèle du commandant Roland Champenier[32] ;
- Église Saint-Pierre : XVIe siècle - XIXe siècle, de plan rectangulaire avec un cœur à chevet plat et trois chapelles[33] ;
- Nombreux lavoirs restaurés dans les hameaux : Nolay-bourg, Prunevaux, Martangy, Chauprix(3), les Gobets, Rigny[34]... ;
- Jardin Lucien Tassera, derrière l'école[35] ;
- Fontaine du XIXe siècle à Chauprix[36].

### Personnalités liées à la commune
- Achille Naudin, sénateur, ancien conseiller national sous Vichy, inéligible pour collaboration depuis 1945[37],[38]. Il bénéficiera de la loi d'amnistie de 1953.